# Manuel de Santo António
Manuel de Santo António (* 1660 in Goa; † 1733) war ein Bischof und portugiesischer Kolonialverwalter.
Manuel war der Sohn von Manuel da Mata und Francisca Tavares de Sousa. In Goa trat er dem Dominikanerorden bei.
1697 wurde Manuel de Santo António als Missionar nach Timor geschickt. Er reiste zusammen mit dem neu ernannten Gouverneur der Region, André Coelho Vieira. Dessen Vorgänger António de Mesquita Pimentel war aufgrund dessen Verhalten von den dort herrschenden Topasse in Ketten zurück nach Goa geschickt worden. In dieser Zeit bestand die Herrschaft der Portugiesen über ihre Besitzungen nur nominell. Die Macht lag in erster Linie in den Händen der Topasse, einer Mischbevölkerung aus Portugiesen und Einheimischen, die die Kontrolle über Flores, Solor und, durch Bündnisse mit einheimischen Herrschern, dem Großteil Timors hatten. Vieira kam nicht einmal bis Timor. Er wurde bereits auf Flores von Domingos da Costa, dem Herrscher der Topasse gefangen genommen und zurückgeschickt.
Manuel de Santo António durfte weiterreisen und erreichte im Frühjahr 1698 Lifau, den Hauptsitz der Portugiesen auf Timor. Mit Hilfe seines Freundes João de Deus weitete Manuel de Santo António seine Missionarsarbeit bis nach Viqueque, Bibiluto, Samoro, Dilor und Vesoro im Osten der Insel aus. Er ließ sich im Königreich von Luca, im Südosten der Insel, nieder. Von hier aus betrieb er um 1700 seine Missionierung in der Region und konnte mehrere Liurais (timoresische Kleinkönige) zum Christentum bekehren: Luca, Viqueque, Manatuto, Samoro, Fatu Lete Luli und Alas. 1701 ernannte Papst Clemens XI. Manuel de Santo António zum Bischof von Malakka. Die Bischofsweihen erhielt er aber erst 1705 in Macau. Seinen Sitz behielt er auf Timor und war somit der erste Bischof auf der Insel.
Durch die Unterstützung von Manuel de Santo António gelang es António Coelho Guerreiro (1702 bis 1705) erstmals wieder als Gouverneur in Lifau sein Amt anzutreten. Manuel de Santo António hatte dafür mit Lourenço Lopes verhandelt, dem Schwager von Domingos da Costa. Dafür erhielt Lopes den Rang eines Generalleutnants (Tenente-general). Guerreiro nannte Manuel de Santo António einen „menschlichen Engel“. Dieser begann sich nun immer mehr in die Politik der Kolonie einzumischen. Nachdem Guerreiro vorzeitig abberufen wurde, übernahm Manuel de Santo António kurzzeitig selbst die Verwaltung. Nachdem Lourenço Lopes (1705 bis 1706) und Manuel Ferreira de Almeida (1706 bis 1708) die Geschicke der Kolonie führten, sorgte Manuel de Santo António, bei Domingos da Costa dafür, dass auch der neue portugiesische Gouverneur Jácome de Morais Sarmento (1708 bis 1709) anerkannt wurde. Doch es kam zum Streit zwischen Morais Sarmento und Manuel de Santo António. Der Gouverneur ließ Manuel de Santo António bei einer Militärexpedition gegen das rebellische Königreich von Motael, gegen seinen Willen mit den Soldaten zu Fuß laufen. Dann ließ Morais Sarmento 1708 gegen jedes Recht Dom Mateus da Costa, den Liurai von Viqueque, festnehmen und erniedrigte ihn. Manuel de Santo António hatte den Herrscher selbst zum Christentum bekehrt. Domingos da Costa belagerte daraufhin Lifau bis 1709. Manuel de Santo António rettete die Situation, indem er in das Lager von Domingos da Costa ging und den Topasse-Herrscher überredete sich doch nochmals der portugiesischen Krone zu unterwerfen. Der nachfolgende Gouverneur Manuel de Souto-Maior (1709 bis 1714) rehabilitierte Dom Mateus, aber das Bündnis zwischen Klerus und Zivilverwaltung war zerstört.
Nachdem Gouverneur Francisco de Melo e Castro (1718 bis 1719, andere Quelle: 1721) im Laufe der Cailaco-Rebellion vertrieben worden war, übernahm Manuel de Santo António die Amtsgeschäfte, bis 1722 der neue Gouverneur António de Albuquerque Coelho in Lifau ankam. Noch im selben Jahr verwies Albuquerque Coelho den als schwierigen Charakter geltenden Bischof Manuel de Santo António aus der Kolonie. Als Albuquerque Coelho im April 1726 nach seiner Amtszeit nach Goa zurückkehrte, wurde er verhaftet. Grund war die Vertreibung des Bischofs von Timor. Anscheinend konnte Albuquerque Coelho sich aber verteidigen, denn er wurde bald wieder freigelassen.